# Henri Michel
Henri Michel (Vidauban, Var, 28 de abril de 1907-París, 5 de junio de 1986) fue un historiador francés especializado en la Segunda Guerra Mundial, tema al que dedicó una importante obra, considerada en gran parte como una obra de referencia en la materia, recibiendo por ello algunos premios.
Ha destacado también por ser el fundador e impulsor de diversos organismos, tanto relativos a Francia como de tipo internacional, dedicados al estudio de la Segunda Guerra Mundial.

## Actividades previas
Realizó sus primeros estudios en el liceo de la ciudad de Draguignan, para continuar en el Lycée Henri IV, donde conoció al futuro escritor Julien Gracq, a la vez que quedaba marcado por la filosofía del filósofo Alain. Tras licenciarse en Historia, dio clases en un instituto de Tolón, durante las que hizo interesarse por la historia al futuro historiador Jacques Le Goff, que consideraría a Michel, también "el gran historiador de la Edad Media".

## Durante la Segunda Guerra Mundial
A partir de la derrota de Francia por el Tercer Reich en la batalla de Francia durante la Segunda Guerra Mundial, Henri Michel, que era militante socialista, se unió a la Resistencia francesa en la región de Provenza, formando parte del Comité de Liberación del departamento del Var. Su novela de 1945 Quatre années dures se inspiraba precisamente en su experiencia durante la guerra.

## Desarrollo de su carrera en la posguerra
En 1947, ya acabada la guerra, obtuvo una plaza en París, encargándose del desarrollo de los estudios de la guerra recién terminada, así como de la memoria de la Resistencia durante la misma. En este sentido, en enero de 1948 fue nombrado secretario general de la Commission d’Histoire de l’Occupation et de la Libération de la France (Comisión de Historia de la Ocupación y de la Liberación de Francia), organismo al que fusiona en diciembre de 1951 con el Comité d’Histoire de la Guerre (Comité de Historia de la Guerra), creado en 1945, para dar lugar a la fundación del Comité d'Histoire de la Seconde Guerre mondiale (Comité de Historia de la Segunda Guerra Mundial), organismo de tipo interministerial que se relaciona orgánicamente con la Presidencia del Consejo. Henri Michel fue igualmente nombrado secretario general del nuevo organismo.
El objetivo del Comité, así como de la revista que edita, consiste en la recuperación de testimonios acerca de la Resistencia francesa y el período de ocupación militar de Francia por las tropas del Tercer Reich, pero también la coordinación de investigaciones y publicaciones sobre todos los demás aspectos del conflicto, sin olvidar la recogida y catalogación de los numerosos actores que participaron en los hechos.
En 1955 lanzó una iniciativa que desembocó en el rodaje de la película Noche y Niebla (Nuit et brouillard), cuyo título hace referencia al Decreto Nacht und Nebel del régimen nazi, un documental dirigido por Alain Resnais que recupera un importante material de filmaciones de los propios campos de exterminio nazis. Henri Michel fue el consejero histórico en el rodaje.
El 12 de mayo de 1967, Henri Michel fue igualmente el fundador del Comité Internacional de Historia de la Segunda Guerra Mundial, un organismo de tipo internacional que reúne a historiadores de 37 países especializados en esta materia, y del que Henri Michel fue durante varios años su presidente, a partir del año 1970.
El conjunto de su obra, que está muy encarada a aspectos relativos a la Resistencia francesa y la deportación, han sido objeto de traducciones a varios idiomas, debido a la calidad de la misma.

## Obras

### Editadas en francés
- 1945: Quatre années dures (novela).
- 1954: Tragédie de la déportation. Con Olga Wormser. Premio de la Academia Francesa.[3]
- 1958: Histoire de la Résistance: (1940-1944).
- 1961: Les Mouvements clandestins en Europe (1938-1945).
- 1962: Les Courants de pensée de la Résistance.
- 1963: Histoire de la France libre.
- 1964: Jean Moulin l'unificateur.
- 1967: Combat: histoire d'un mouvement de Resistance de juillet 1940 a juillet 1943.
- 1967: Vichy: Année 1940.
- 1970: La Guerre de l'ombre; La Résistance en Europe.
- 1971: La Drôle de guerre.
- 1972: La Seconde Guerre Mondiale.
- 1972: Pétain, Laval, Darlan, trois politiques?.
- 1977: Les Fascismes.
- 1978: Pétain et le régime de Vichy.
- 1979: Le Procès de Riom.
- 1980: La Défaite de la France (septembre 1939-juin 1940).
- 1980: La Libération de Paris.
- 1980: Histoire de la France libre.
- 1981: Paris allemand.
- 1983: François Darlan: amiral de la Flotte.
- 1984: Et Varsovie fut détruite.

### Traducciones al español
- Los Movimientos clandestinos en Europa: (1938-1945), Barcelona, 1971.
- Como empezó la II Guerra Mundial, Madrid, 1983.
- La Segunda Guerra Mundial. T. I, Los éxitos del eje: septiembre de 1939-enero de 1943, Madrid, 1990.
- La Segunda Guerra Mundial. T. II, La victoria de los aliados: enero de 1943-septiembre de 1945, Madrid, 1991.

## Premios recibidos
- 1955: Premio de la Academia Francesa por Tragédie de la déportation.[3]